# Новоахпердинское сельское поселение
Новоахпердинское се́льское поселе́ние — муниципальное образование в Батыревском районе Чувашской Республики Российской Федерации.
Административный центр — село Новое Ахпердино.

## История
Статус и границы сельского поселения установлены Законом Чувашской Республики от 24 ноября 2004 года № 37 «Об установлении границ муниципальных образований Чувашской Республики и наделении их статусом городского, сельского поселения, муниципального района и городского округа».

## Население
| 2010  | 2012  | 2013  | 2014  | 2015  | 2016  | 2017  |
| ----- | ----- | ----- | ----- | ----- | ----- | ----- |
| 2257  | ↘2198 | ↘2142 | ↘2089 | ↗2103 | ↘2034 | ↘1993 |
| 2018  | 2019  | 2020  | 2021  |       |       |       |
| ↘1981 | ↘1947 | ↘1894 | ↘1854 |       |       |       |

## Состав сельского поселения
| № | Населённый пункт | Тип населённого пункта       | Население |
| - | ---------------- | ---------------------------- | --------- |
| 1 | Новое Ахпердино  | село, административный центр | ↗1187     |
| 2 | Старое Котяково  | деревня                      | ↗681      |
| 3 | Татмыш-Югелево   | деревня                      | ↗772      |